# Olivia de Berardinis
Olivia de Berardinis (1948) é uma pintora norte-americana de pin-up e arte erótica.

## Biografia
Olivia De Berardinis nasceu em Long Beach, Califórnia, no ano de 1948, mas passou a a maior parte da infância na Costa Leste. Seu pai, Sante De Berardinis, foi engenheiro aeronáutico, e seu trabalho fazia com que a família mudasse constantemente. Sendo filha única, Olivia vivia em um ambiente adulto e passava a maior parte do tempo desenhando.
Em 1967 entrou para a Escola de Artes Visuais de Nova Iorque e se envolveu com o movimento minimalista. Começou a pintar pin-ups por volta da década de 70 em fantasias eróticas para revistas masculinas.
Em 1975 Olivia conheceu Joel Beren com quem se casou quatro anos depois. Vivendo em Manhattan, eles criaram uma pequena editora, O Cards, que imprimia o trabalho de Olivia em cartões comemorativos. Em 1984 Olivia conhece Robert e Tamara Bane e assina seu primeiro contrato para publicação com a Robert Bane Publishing. Em 1987 a Tamara Bane Gallery em Los Angeles abre as portas para a mostra individual do trabalho de Olivia. Nesse mesmo ano, Olivia e Joel mudam-se para Los Angeles, onde vivem hoje.